# B.Aralikatti, Hubli
B.Aralikatti là một làng thuộc tehsil Hubli, huyện Dharwad, bang Karnataka, Ấn Độ.